# MTV Sub
MTV Sub es un canal de televisión de Finlandia, perteneciente a MTV Oy. La cadena está destinada a un público juvenil, por lo que la mayoría de sus contenidos son series de entretenimiento extranjeras y espacios de telerrealidad.

## Historia
Los orígenes del canal se remontan al lanzamiento por parte del grupo MTV Oy de un canal de cable llamado TVTV!. Esta emisora, que comenzó a emitir el 13 de diciembre de 1999, basaba su programación en reposiciones de series emitidas anteriormente en MTV3. En agosto de 2001 el canal pasa a llamarse Sub TV y comienza a emitir en analógico para toda Finlandia.
Durante su existencia como Sub TV fue la emisora comercial más pequeña, por detrás de MTV3 y Nelonen. Los planes de los propietarios de MTV3 con respecto a Sub eran convertirla en una televisión para un público joven entre 18 y 35 años, con programas que no tuvieran cabida en la emisora principal y series inéditas. En 2005 Sub fue incluida en la venta de canales de Alma Media, anterior propietaria, al grupo sueco Bonnier.
En 2008 Sub TV simplificó su denominación por Sub.
El canal empezó a emitir en HD el 4 de diciembre de 2017.
En 2022 el canal adoptó su actual imagen corporativa.

## Programación
Sub cuenta con una oferta de series estadounidenses y británicas como su principal atractivo de cara a la audiencia. Algunas de ellas han pasado previamente por MTV3 (como Los Simpson) pero la mayoría son emisiones inéditas en ese canal como Me llamo Earl, Padre de Familia o Pushing Daisies. Ha emitido algunas series de anime, por ejemplo Full Metal Alchemist o Neon Genesis Evangelion.
Otro de los espacios principales es la telerrealidad. Sub es la cadena que realiza la versión nacional de Gran Hermano, cuenta con versiones finlandesas de otros espacios similares, y también pasa las versiones americanas de programas como Idols (American Idol) o de E!.

## Imagen corporativa

2001 - 2008
2013 - 2022
Desde 2022